# 新市沟站
新市沟站是位于宁夏回族自治区中宁县新寺沟村的一个铁路车站，邮政编码751203。车站建于1958年，有包兰铁路经过该站，现仅办理货运，不办理客运业务，车站及其上下行区间均为电气化区段。车站距离包头站624公里，隶属兰州铁路局，是四等站。